# Wenzel I. (Teschen)
Wenzel I. von Teschen (tschechisch: Václav I. Těšínský, polnisch: Wacław I cieszyński; * 1413; † 1474 in Bielitz) war 1431–1442 Herzog von Teschen, 1442–1443 Herzog von Sewerien,  1442–1474 Herzog von Bielitz und 1452–1459 Herzog von halb Beuthen. 

## Leben
Wenzel entstammte dem Teschener Zweig der Schlesischen Piasten. Seine Eltern waren Boleslaus I. und Eufemia († 1447). 
Nach dem Tod ihres Vaters 1431 erbten Wenzel und seine jüngeren Brüder Wladislaus, Primislaus II. und Boleslaus II. dessen Besitzungen. Da sie noch nicht die Volljährigkeit erreicht hatten, standen sie zunächst unter der Vormundschaft ihrer Mutter, die bis 1442 die Regentschaft ausübte. Durch die 1442 erfolgte Aufteilung des Besitzes wurde die Position der Herzöge von Teschen geschwächt. Wenzel erhielt das Gebiet von Bielitz, nach dem er sich Herzog von Bielitz titulierte und wo er bis zu seinem Tod residierte. Zugleich wurde ihm das Herzogtum Sewerien übertragen, das er jedoch schon ein Jahr später an den Krakauer Bischof Zbigniew Oleśnicki verkaufte. Gegen den Verkauf protestierten der Oppelner Herzog Bolko V. und der Jägerndorfer Herzog Nikolaus IV. († 1452), die ihrerseits Ansprüche auf Sewerien anmeldeten. Dadurch kam es zu weiteren kriegerischen Auseinandersetzungen im Grenzgebiet zwischen Polen und dem östlichen Schlesien, die erst 1453 beendet werden konnten. 
Nach dem Tod seines jüngsten Bruders Boleslaus II. 1452 erhielt Wenzel das halbe Herzogtum Beuthen, das 1459 an den Oelser Herzog Konrad IX. „den Schwarzen“ († 1471) verkaufte. Gleichzeitig übernahm er die Vormundschaft über Boleslaus' einzigen Sohn Kasimir II., die er bis zu seinem Tod 1474 ausübte. Da Wenzel keine Nachkommen hinterließ, wurde das Herzogtum Bielitz nach seinem Tod 1474 wieder mit dem Herzogtum Teschen vereint. Sein Leichnam wurde in der Kirche des Dominikanerklosters in Teschen beigesetzt.
Herzog von Teschen war bis 1477 Wenzels Bruder Primislaus II. und danach Wenzels Neffe Kasimir II. 
Wenzel war seit dem 17. Februar 1439 mit der Witwe des Liegnitzer Herzogs Ludwig II. († 1436), Elisabeth von Brandenburg, verheiratet. Die Ehe, die kinderlos blieb, wurde zwischen 1445 und 1446 aus unbekannten Gründen gelöst.